# Щепаньский, Юзеф

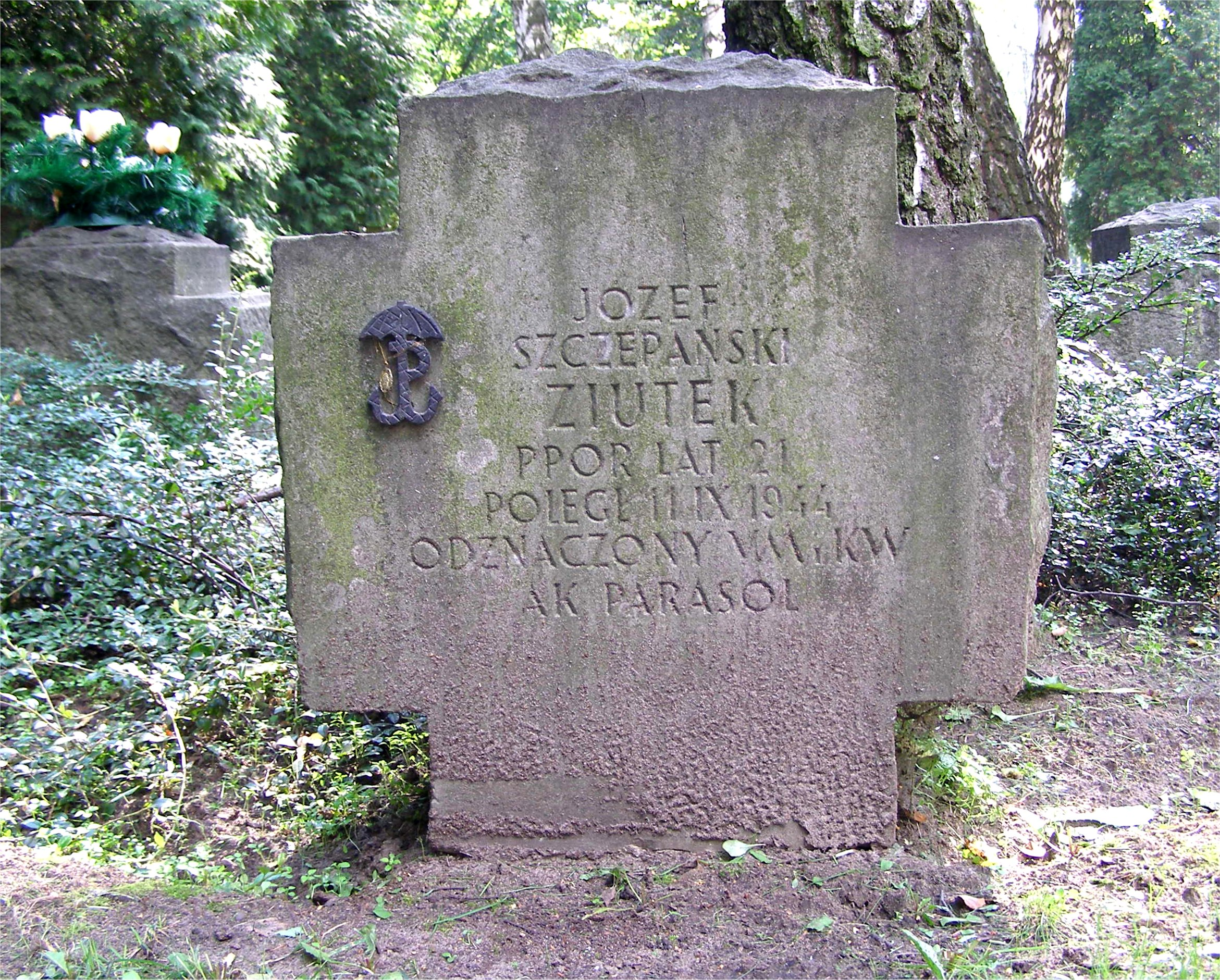
Могила Юзефа Щепаньского, кладбище Воинское Повонзки, Варшава

Ю́зеф Щепа́ньский, полное имя — Юзеф Анджей, псевдоним — Зютек (пол. Józef Szczepański) — польский поэт, участник Варшавского восстания, солдат батальона «Парасоль» Армии Крайовой, автор известного стихотворения «Красная зараза».

## Биография
В 1939 году окончил гимназию имени Владислава IV. Перед Второй мировой войной и во время оккупации проживал в Варшаве на улице Тарговой, позднее — на улице Длугой, 10. Во время войны обучался в подпольном учебном заведении, которое организовал профессор гимназии Зигмунт Узарка. Участвовал в сражениях в составе штурмовых групп серых шерегов. Был солдатом отрядов «Агат», «Пегас» и «Парасоль». В апреле 1944 года окончил подпольную школу пехотного резерва «Agricola» в звании подхорунжего. Был участником боевых сражений, участвовал в Кракове в покушении на генерала СС Вильгельма Коппе.
Во время начала Варшавского восстания был командиром отряда «Парасоль». Участвовал в сражениях в районе Воля на улицах Вольской, Житной, площади Керцеля и вольского кладбища. Перебравшись через руины варшавского гетто в Старый город, узнал о том, что советские войска стоят на правом берегу Вислы и якобы не помогают повстанцам, после чего написал стихотворение «Красная зараза».
1 сентября 1944 года был тяжело ранен во время эвакуации повстанческих отрядов из Старого города. Был перенесён по каналам в госпиталь на Средместье на улицу Маршалковской, 75.
Скончался 10 сентября 1944 года. Первоначально могила Юзефа Щепаньского находилась при доме № 71 на улице Маршалковского. 5 декабря 1945 года останки Юзефа Щепаньского были перезахоронены на кладбище Воинское Повонзки в Варшаве.

## Творчество
Его творчество является хроникой сражений отряда «Парасоль». Является автором песен «Pałacyk Michla» и «Parasola Piosenka Szturmowa». Написал стихотворения «Wiersz do pamiętnika», «Już nie wróci twój chłopiec», «Hymn», «W Parasolu», «Dziś idę walczyć», «Mamo!» и «Do Rafała».
29 августа 1944 года написал своё последнее стихотворение «Красная зараза».

## Награды
- Крест Храбрых — дважды;
- Орден Virtuti Militari 5 степени (посмертно).

## Память
- Именем Юзефа Щепаньского названа улица в Варшаве.